# Consell General de l'Orne

Logo del Consell General

El Consell General de l'Orne és l'assemblea deliberant executiva del departament francès de l'Orne, a la regió de Normandia.
La seu es troba a Alençon i des de 2007 el president és Alain Lambert (UMP).

## Presidents del consell
- ... - 1993: Hubert d'Andigné (RPR)
- 1993 - 2007 : Gérard Burel (RPR)
- 2007- : Alain Lambert (UMP després DVD).

## Composició
El març de 2011 el Consell General de l'Orne era constituït per 40 elegits pels 40 cantons de l'Orne.
| Partit                        | Sigles | Electes |
| ----------------------------- | ------ | ------- |
| Oposició (8 escons)           |        |         |
| Partit Socialista             | PS     | 6       |
| Divers gauche                 | DVG    | 2       |
| Majoria (32 escons)           |        |         |
| Unió pel Moviment Popular     | UMP    | 12      |
| Moviment Demòcrata            | MoDem  | 1       |
| République Solidaire          | RS     | 1       |
| Divers Droite                 | DVD    | 18      |
| President del Consell General |        |         |
| Alain Lambert (UMP)           |        |         |